# Martin Roumagnac
Pour plus de détails, voir Fiche technique et Distribution.
Martin Roumagnac est un film français réalisé par Georges Lacombe, sorti en 1946.
C'est le seul film qui réunit à l’écran Marlene Dietrich et Jean Gabin, alors en couple dans la vie. Ce sera la première et la dernière fois, et ils se sépareront peu de temps après.

## Synopsis
Dans une petite ville de province, Blanche Ferrand, aventurière aux belles manières — propriétaire d'une graineterie-oisellerie à la suite du décès d'un premier mari, qui est tenue par son oncle — espère épouser un riche consul, M. de Laubry, dont la femme est gravement malade. Un soir où elle assiste à un match de boxe, Blanche assise par hasard à côté de Martin Roumagnac, entrepreneur en maçonnerie, laisse tomber une broche représentant un trèfle à quatre feuilles. Martin Roumagnac la ramasse. Lorsque Blanche lui dit que ce trèfle porte-bonheur est en argent, Martin lui réplique « Dommage qu'il soit en argent. » « Pourquoi ? », demande Blanche. Martin répond « Parce que l'argent ne fait pas le bonheur » et il tombe amoureux d’elle. C’est le début d’une liaison passionnelle, à laquelle Blanche se prête d’abord par fantaisie, puis par amour. Martin achète un terrain, lui construit une grande villa, se ruinant peu à peu pour elle. 
À la mort de la femme du consul, ce dernier se présente devant Blanche et lui demande de l'épouser. Persuadé qu’elle le quittera, Martin, fou de jalousie ne se contrôle plus frappe et étrangle Blanche qui tombe à terre évanouie. Puis il saccage la pièce, met involontairement le feu à leur maison et s'enfuit. Blanche est morte et Martin est accusé. Au procès, Martin est acquitté grâce à un alibi imaginé par sa sœur et par le témoignage tardif de l'oncle déclarant que Blanche ayant repoussé le consul, Martin n'avait ni mobile ni raison d'assassiner Blanche. C'est le type même du crime passionnel pour lequel à l'époque les juges sont indulgents. Cependant, la morale de ces années-là veut qu'un crime ne reste pas impuni : aussi le film se termine par un dernier plan dans lequel le jeune surveillant de collège qui, au début du film, était venu acheter dans le magasin de Blanche un couple d'inséparables et était devenu l'amoureux éconduit par Blanche, est présent un revolver à la main dans la nuit ; Martin ne pouvant ignorer sa présence derrière lui, ni son projet de le tuer. Martin s'effondre peu après les coups de feu. 

## Fiche technique
- Titre : Martin Roumagnac
- Réalisation : Georges Lacombe, assisté de Raymond Lamy
- Scénario : Pierre Véry, Pierre-René Wolf, Georges Lacombe d'après l'œuvre de Pierre-René Wolf
- Dialogue : Pierre Véry
- Décors : Georges Wakhévitch
- Costumes : Jean Dessès (robes de Marlene Dietrich)
- Photographie : Roger Hubert
- Musique : Giovanni Fusco et Marcel Mirouze
- Son : Jean Putel
- Montage : Germaine Artus
- Tournage dans les studios de Saint-Maurice, à Saint-Dizier et ses alentours, à Dreux, et au pont sur la Marne d'Eurville-Bienville, du 9 mai au 26 août 1946.
- Société de production : Alcina
- Société de distribution : Gaumont - Compagnie Parisienne de Location
- Pays de production :  France
- Format : noir et blanc — 1,37:1 — 35 mm — son mono (Western Electric Sound System)
- Genre : drame
- Durée : 103 minutes
- Date de sortie : 
  - France : 18 décembre 1946

## Distribution
- Jean Gabin : Martin Roumagnac, entrepreneur en maçonnerie
- Marlene Dietrich : Blanche Ferrand, l'aventurière
- Margo Lion : Jeanne Roumagnac, la sœur de Martin
- Jean d'Yd : l'oncle de Blanche
- Daniel Gélin : surveillant de collège amoureux timide de Blanche
- Marcel Herrand : M. de Laubry, le consul
- Lucien Nat : M. Rimbaut, l'adjoint au maire
- Odette Barencey : Annette, la domestique
- Colette Georges : la jeune fille
- Charles Lemontier : M. Bonnemain, le bistrot
- Marcel Perès : Paulo, le chef de chantier
- Paul Faivre : l'acheteur du magasin de Blanche
- Marcelle Hainia : Mme Percheron, la pompiste
- Colette Régis : Mme Rimbaut
- Jane Maguenat : la femme de charge
- Rivers Cadet : un joueur de belote
- Georges Bever : un joueur de belote
- Camille Guérini : M. Gardin, le facteur
- Jean Darcante : l'avocat
- Paul Amiot : le président du tribunal
- Henri Poupon : M. Gargame, le promoteur
- Jean Heuzé : le procureur du tribunal
- Eugène Frouhins : un ouvrier
- Julien Maffre : un ouvrier
- Maurice Salabert : un ouvrier
- Frédéric Mariotti : un ouvrier
- Philippe Olive : le maître d'hôtel
- Michel Ardan : le conservateur
- Marcel André : le juge
- René Hell : un ouvrier
- Palmyre Levasseur : une dame du restaurant
- Robert Thomas : un homme au procès
- Robert Leray
- Albert Montigny
- René Marjac
- Jean Vilmont
- Maurice Dorléac: M. Laremy, un « client » de Blanche
- Renée Thorel
- Marguerite de Morlaye : une bourgeoise au restaurant
- Mercédès Brare

## Production
C'est Jean Gabin qui achète les droits du livre de Pierre-René Wolf avant la Seconde Guerre mondiale et qui essaie d'intéresser Marcel Carné et Jacques Prévert à son projet de film. Le duo préfère proposer à l'acteur Le jour se lève. Après le conflit auquel il a participé au sein des Forces françaises combattantes, Gabin espère toujours une adaptation du roman, pour offrir un rôle en français à sa compagne de l'époque Marlène Dietrich, et pour lui permettre de revenir sur le devant de la scène cinématographique.

## Accueil
- Box-office : 2 491 000 entrées en France dont 542 917 entrées à Paris (source : CNC)[5]

## Commentaires
Il est d'usage de lire et entendre que ce film a été un cuisant échec commercial.
Les chiffres ci-dessus démontrent cependant le contraire et en font même un franc succès pour l'époque.
De plus il a été distribué dans près d'une dizaine de pays (Martin Roumagnac Autriche / Allemagne, 
Halálos ölelés Hongrie, Passion Suède, Pro ton enorkon Grèce, The Room Upstairs USA, Torbellino de amor Venezuela, Tuhoava liekki (cinéma) Tuholiekki (TV) Finlande, Turbine d'amore Italie).

## Critiques
Dans l'Écran français, en 1946, Jean Vidal écrit : 

« Si le Gabin de l'après-guerre est plus grisonnant et empâté, sa présence conserve une densité considérable et son jeu s'est nuancé, humanisé. » Il déplore en revanche « l'appareil de séduction marlénienne mis au service d'une aventurière de sous-préfecture. »

Dans ses mémoires, Dietrich parle ainsi du film : 

« En 1946, je retournai en France pour tourner Martin Roumagnac. Ce ne fut pas un bon film, et pourtant nous avions été emballés par la lecture du scénario. [...] Mon rôle était celui d'une beauté provinciale, j'avais les cheveux permanentés et portais des robes ridicules, prétendument à la mode. Gabin m'appris à parler en avalant mes mots, car il n'était pas question d'employer un français châtié. Assis à côté de la caméra, il me corrigeait avec une patience infinie. Georges Lacombe, le metteur en scène, ne s'exprimait que par onomatopées, et Gabin prit les commandes pour me diriger. Il assuma d'énormes responsabilités. [...] Martin Roumagnac fut un échec. Les noms de Jean Gabin et de Marlène Dietrich ne suffirent pas à attirer les spectateurs. [...] Personne ne décide sciemment de faire un mauvais film. Au début, beau fixe ; même les habilleuses qui ajustaient mes robes, et dont les doigts gourds de froid ne pouvaient tenir les épingles, croyaient que Martin Roumagnac serait un bon film. »

Dans la biographie de sa mère, Maria Riva écrit : 

« Le scénario qui était en chantier finit par devenir réalité et l'on commença le tournage de Martin Roumagnac. Un film si plein de maladresses qu'on est surpris qu'il n'ait pas été abandonné dès les premiers rushes. Le naturel merveilleux de Gabin y devient figé, même dans sa propre langue, et son jeu, entravé par l'accumulation des procédés, tourne à la caricature. Quant à Dietrich, elle est tout simplement atroce. Elle s'évertue à faire « la petite Française provinciale » ; son physique, sa manière de jouer sont tels qu'on a envie de prendre une paire de ciseaux et de la découper en suivant le pointillé comme une poupée de papier. Jean avait dû s'en rendre compte car il essayait de travailler avec elle sur les dialogues : « Arrête de parler aussi parfaitement. Enchaîne les syllabes, ça n'est pas un rôle de baronne. » Quand elle tournait une scène sans lui, il se postait près de la caméra pour la guider. Toutefois, même le tandem « Gabin-Dietrich » ne put éviter au film de s'enliser dans sa médiocrité. Et ils étaient amants depuis trop longtemps pour faire passer à l'écran une sensualité qui aurait pu sauver le film. »

— Maria Riva
Jean Tulard écrira : 

« Le grand reproche qui a toujours été fait à ce film était l'emploi contre nature de Marlene Dietrich en marchande de graines tout à fait improbable... par contre, le rôle de Gabin est plus intéressant, celui-ci amorçant une nouvelle phase de sa carrière, et de ce fait, changeant totalement de personnage. »

— Jean Tulard, Guide des films, Éditions Robert Laffont  (ISBN 2221068203).

## Autour du film
Ce sont des rues (Grande-Rue et rue Rotrou) de la ville de Dreux (Eure-et-Loir) que l'on voit au début du film dans le générique. Jean Gabin vivait alors à proximité de cette ville, à Sainte-Gemme-Moronval.
Les scènes qui réunissent Marlène Dietrich et Jean Gabin sur une terrasse de café (L'Industrie) furent tournées à Saint-Dizier (Haute-Marne) place de l'Hôtel de Ville.
Le pont en construction est celui sur la Marne à Eurville-Bienville (le pont avait été détruit en janvier 1814, par faits de guerre, par M. Lespérut alors maire d'Eurville).
La version étatsunienne du film est amputée de quelque trente minutes pour satisfaire les exigences de la commission de censure.